# Cycas lindstromii
Cycas lindstromii es una especie de Cycadopsida del género Cycas, de la familia Cycadaceae, del orden Cycadales.

## Distribución
Cycas lindstromii se distribuye por Vietnam (Ba Ria-Vung Tau, Binh Thuan, Khanh Hoa, Ninh Thuan).

## Taxonomía
Fue descrita científicamente por S.L.Yang, K.D.Hill y T.H.Nguyên. Fue publicado por primera vez en Novon 7(2): 213-215, fig. 1. en 1997.